# 塞尔蒙
塞尔蒙（希臘語：Θέρμο）是希腊西希腊大区埃托洛阿卡纳尼亚专区的市镇，行政中心为塞尔蒙镇。市镇面积为333.7平方公里，2021年人口数量为5,712人。